# 格倫帕克 (紐約州)
格倫帕克（英語：Glen Park）是位於美國紐約州傑佛遜縣的村。

## 人口
根據2020年美國人口普查的數據，格倫帕克的面積為1.95平方千米，當中陸地面積為1.85平方千米，而水域面積為0.10平方千米。當地共有人口452人，而人口密度為每平方千米232人。